# Hulhudheli
Hulhudheli is een van de bewoonde eilanden van het Dhaalu-atol behorende tot de Maldiven.

## Demografie
Hulhudheli telt (stand maart 2007) 386 vrouwen en 382 mannen.